# Aeroport de Storuman
Storuman Airport (IATA: SQO, ICAO: ESUD) és un aeroport a uns 35 km a l'est de Storuman, Suècia, en el petit poble de Gunnarn.
Va ser construït com una base aèria militar (anomenada Gunnarn), d'aquí la pista relativament llarga. El trànsit regular de passatgers va començar el 1993. L'aeroport va tenir 12.753 passatgers el 2006.
El govern i l'autoritat competent van decidir no donar suport financer al trànsit a partir de la tardor del 2008. La raó és que l'aeroport de Vilhelmina està situat a 75 km del centre de Storuman. El trànsit aeri no pot continuar sense el suport financer públic. El municipi va pensar que era important comptar amb el seu propi aeroport, així que va finançar un mateix operador a partir del 2009.
El 18 de gener de 2010, el municipi Storuman va decidir deixar de donar suport al trànsit aeri i finalitzar l'acord amb Avion Express. El trànsit va continuar amb un sol vol diari fins al juny de 2010, quan tot el tràfic regular es va acabar.